# Norton (mc)

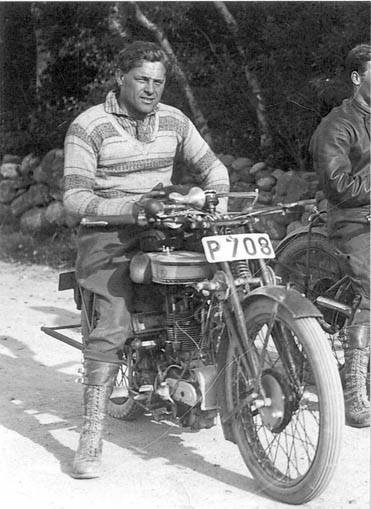
Norton mod 18 från 1926

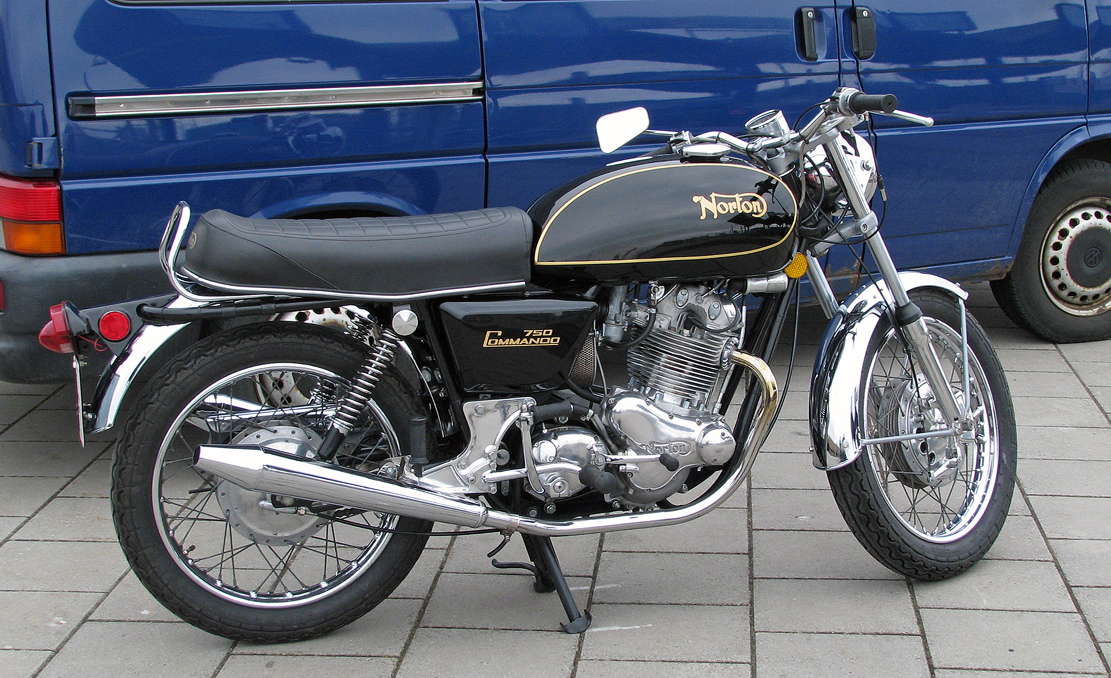
Norton Commando 750cc 1971.

Norton, brittiskt motorcykelmärke som tillverkats sedan 1902.
James Landsdowne Norton grundade Norton Manufacturing Company år 1898. Till en början tillverkade man delar till cyklar och den begynnande motorcykelindustrin. Ambitionen var dock att tillverka egna motorcyklar. 1902 tillverkade man den första egna motorcykeln med en fransk påhängsmotor. 1907 ställde man upp i TT på Isle of Man med en egentillverkad cykel. Motorn var en tvåcylindrig Peugeot.
1908 lanserade man den första Norton-motorcykeln med en egenutvecklad motor. En 630 cc encylindrig sidventilsmotor drev modellen som kallades "Big Four".
1913 gick företaget i konkurs, men verksamheten räddades av största långivaren och levde vidare under namnet Norton Motors Ltd. James Landsdowne dog 1925 vid 56 års ålder.
Nortons racers har alltid förknippats med den legendariska encylindiga Manx-modellen. Konceptet består av en encylindrig fyrtaktare med överliggande kamaxel. Den första motorn med överliggande kamaxel deltog i 1927 års TT. Motorn konstruerades av Walther Moore, som senare gick över till NSU (vilket kan förklara likheten med senare NSU-motorer). Motorcykeln var snabbast i tävlingen, men hade kopplingsproblem. Trots detta vann en av de två Norton-maskinerna loppet.
Efter några år med måttliga framgångar hade Nortons nye motorkonstruktör, Arthur Caroll, tagit fram en ny racermotor. Det var fortfarande en encylindrig fyrtaktare med överliggande kamaxel, men i övrigt var konstruktionen helt ny. Med stegvis vidareutveckling skulle denna motorkonstruktion leva vidare på racerbanorna världen över fram till tidigt 1960-tal. Sagan hade dock aldrig blivit så lång om inte den legendariska Featherbed-ramen introducerats 1950. Det var den första racingramen som hade en väl fungerande bakfjädring i kombination med en hög vridstyvhet. Den encylindriga motorn kunde placeras mycket lågt så cykeln fick mycket låg tyngdpunkt. Summan blev en fantastisk väghållning som gjorde att man kunde fortsätta konkurrera med bland annat fyrcylindriga italienska motorcyklar i tio år till.
1948 lanserades Norton Model 7. Detta var deras första tvåcylindriga maskin på 40 år. Det var ett svar på Triumphs och BSA:s motsvarande maskiner. Konstruktionen liknade också konkurrenternas, två parallella cylindrar där kolvarna är i topp samtidigt (en tändning per varv). Ventilmekanismen var traditionell stötstångstyp, det vill säga inte en racingmaskin. Motorn hade en cylindervolym på 500 cc. Till en början fick den en lite undanskymd plats i marknadsföringen, men försäljningen tog fart när man några år senare satte den nya motorn i Featherbed-ramen. Någonstans här började det gå snett för Norton. Motorcyklarna hade allt; snabbhet, tillförlitlighet, utseende och framgångar på racerbanan. Men fabriken kunde inte få fram tillräckligt många ramar. Man hade leveransproblem under en lång rad av år. Kanske bidrog detta till att man inte fick tillräckligt med resurser för motorutveckling, en brist som slutligen blev fatal för märket.
År 1962 hamnade Norton hos AMC. Hösten 1962 tillverkades de sista racinreplikorna av Norton Manx. Snart introducerades Norton 650 SS och Norton Atlas.
Vid mitten av 1960-talet hade den tvåcylindriga motorn vuxit till 750 cc, vilket gav akuta problem med vibrationer. Detta ledde till en ny unik ramkonstruktion med den nya modellen Norton Commando, som introducerades 1967. Motor och växellåda monterades tillsammans med bakfjädringsarmen i ett vibrationsisolerat montage. Detta eliminerade i stort sett helt vibrationerna. Modellen blev en succé och var företagets flaggskepp fram till nedläggningen 1978.
Under 1970-talet experimenterade man med Wankelmotorer och gjorde bland annat en polisversion. Under 1980- och 1990-talen utvecklades Wankeln under Nortonmärket till en mycket framgångsrik racer. Wankeln ger mycket mer kraft per cylindervolym, så man vann ofta över de japanska fabriksstallen med fyrcylindriga kolvmotorer. Så småningom ändrades reglerna till Wankelns nackdel.
Namnet har ägts av ett amerikanskt företag som har utvecklat en Commandoliknande modern konstruktion. De ekonomiska rättigheterna till det legendariska brittiska mc-märket Norton har efter femton år (2009) återgått till Storbritannien.
Det är den brittiske affärsmannen Stuart Garner som har köpt rättigheterna till varumärkena Norton, Manx, Atlas, Commando och Dominator.